# Hinx
Hinx (okzitanisch: Hins) ist eine französische Gemeinde mit 1.909 Einwohnern (Stand: 1. Januar 2022) im Département Landes in der Region Nouvelle-Aquitaine. Sie gehört zum Arrondissement Dax und zum Kanton Coteau de Chalosse. Die Bewohner nennen sich Hinxois.

## Geografie
Hinx liegt in der Landschaft Marensin am Rande der weitläufigen Landes de Gascogne, dem größten Waldgebiet Westeuropas, etwa zehn Kilometer östlich von Dax. Der Fluss Adour bildet die nordwestliche Gemeindegrenze. Umgeben wird Hinx von den Nachbargemeinden Téthieu im Norden und Nordwesten, Goos im Norden und Nordosten, Gamarde-les-Bains im Osten und Nordosten, Poyartin im Osten, Sort-en-Chalosse im Süden sowie Candresse im Westen.

## Bevölkerungsentwicklung
| Jahr                       | 1962 | 1968 | 1975 | 1982 | 1990 | 1999 | 2006 | 2017 |
| Einwohner                  | 751  | 756  | 824  | 994  | 1117 | 1145 | 1202 | 1883 |
| Quellen: Cassini und INSEE |      |      |      |      |      |      |      |      |

## Sehenswürdigkeiten
- Schloss Castéra aus der Zeit Ludwigs XIV.